# 산마리노 스타디움
산마리노 스타디움(영어: San Marino Stadium) 또는 스타디오 올림피코 디 세라벨레(이탈리아어: Stadio Olimpico di Serravalle)는 산마리노 세라발레에 있는 다목적 경기장이다. 산마리노 축구 국가대표팀과 산마리노 칼초의 본거지로 사용된다. 1969년에 완성되었으며, 1985년에는 국제 올림픽 위원회(IOC)의 승인을 받아 스타디오 올림피코(Stadio Olimpico)로 개칭하였다. 2014년에는 유럽 축구 연맹(UEFA)의 지원을 받아 개조되어 지금의 이름으로 바뀌었다.
스타디오 올림피코는 세라발레를 연고지로 삼는 축구 클럽인 AC 유베네스/도가나(A.C. Juvenes/Dogana)가 이탈리아 리그 시절 홈 게임을 치를 때 사용하였지만 산마리노 리그에만 집중하기로 하면서 쓰지 않게 되었다. 스타디오 올림피코는 전 좌석 스타디움으로, 두 줄로 늘어선 좌석 수를 모두 감안하면 최대 수용 관객은 6,664명이다. 또 잉글랜드, 스페인, 독일, 네덜란드와의 경기가 치러진 적이 있으며, 독일, 잉글랜드와의 경기에서는 각각 5,019명과 4,952명의 최대 관객이 동원되었으나 패배한 기억이 있다.
이곳에서 진행된 경기 중에서 산마리노 축구 국가대표팀이 기록한 최악의 성적은 2006년 9월 6일에 열린 독일과의 UEFA 유로 2008 예선 경기에서 기록한 0-13 패배이다. 그 외에 산마리노는 2013년에 열린 잉글랜드, 우크라이나와의 2014년 FIFA 월드컵 유럽 지역 예선 경기에서 각각 0-8로 패배한 적도 있다. 반대로 산마리노 축구 국가대표팀의 유일한 승리전도 이곳에서 치러졌는데, 2004년 4월 28일에 열린 리히텐슈타인과의 친선 경기에서 1-0으로 승리한 것이었다. 1990년 11월 14일에 열린 산마리노 축구 국가대표팀의 첫 공식 국제 경기인 스위스와의 경기 또한 이 곳에서 열렸는데 산마리노는 스위스에 0-4로 패배했다.
성인 축구팀 말고도 산마리노의 여러 청소년 축구 팀이 이곳을 홈 그라운드로 삼고 있으며, 그 중에는 국제 무대에서 성인 축구팀보다 나은 성적을 거둔 팀도 있다.

## 기록

### 2002년 FIFA 월드컵 유럽 지역 예선
| 날짜             | 팀 1     | 스코어 | 팀 2       | 라운드 |
| ---------------- | -------- | ------ | ---------- | ------ |
| 2000년 10월 7일  | 산마리노 | 0 - 2  | 스코틀랜드 | 6조    |
| 2000년 11월 15일 | 산마리노 | 0 - 1  | 라트비아   | 6조    |
| 2001년 6월 6일   | 산마리노 | 1 - 4  | 벨기에     | 6조    |
| 2001년 9월 5일   | 산마리노 | 0 - 4  | 크로아티아 | 6조    |

### 2019년 UEFA U-21 축구 선수권 대회
| 날짜            | 팀 1       | 스코어 | 팀 2       | 라운드 |
| --------------- | ---------- | ------ | ---------- | ------ |
| 2019년 6월 18일 | 루마니아   | 4 - 1  | 크로아티아 | C조    |
| 2019년 6월 21일 | 프랑스     | 1 - 0  | 크로아티아 | C조    |
| 2019년 6월 24일 | 크로아티아 | 3 - 3  | 잉글랜드   | C조    |